# Marina Monteiro
Marina Monteiro (Porto Alegre, 1982) é escritora, arte educadora, dramaturgista, atriz e produtora cultural.
Ganhadora do Prêmio AGES 2020, na categoria contos, com a obra "Em nossa cidade amarelinha era sapata". Finalista do Prêmio Açorianos 2023, com a obra "Contos de vista pontos de queda".

## Biografia
Marina Monteiro, nasceu em Porto Alegre, em 1982. 
Formada em teatro pela Universidade do Estado de Santa Catarina e em filosofia pela Universidade Federal do Rio de Janeiro. É facilitadora de escrita criativa e orientadora de projetos literários.
Em 2020, ganhou o Prêmio AGES, com a obra "Em nossa cidade amarelinha era sapato", na categoria de contos.
Finalista do Prêmio Açorianos 2023, com a obra "Contos de vista pontos de queda".

## Prêmio
- Ganhou o Prêmio AGES, da Associação Gaúcha de Escritores, com a narrativa curta "Em nossa cidade amarelinha era sapata", na categoria contos, em 2020;[3]

## Livros
- Comendo borboletas azuis, Ed. Multifoco, 2010;
- Em nossa cidade amarelinha era sapata, Editora Patuá, 2019;
- Contos de vista pontos de queda, Editora Patuá, 2021;